# Pitstop Boys
Pitstop Boys is een Nederlandse band. De band is bekend door het nummer Super Max!, dat een ode is aan autocoureur Max Verstappen.

## Biografie
In 2016 hoorden Rob Toonen, Jeroen Hilgenberg en Marco Mars het lied Johnny Däpp toen ze in Duitsland waren. Ze beseften dat het een populair nummer was en bedachten dat zij zelf ook een versie van het lied konden maken. Ze kregen een idee om een ode aan Max Verstappen te schrijven, aangezien ze alle drie fan zijn van zowel Formule 1 als Max Verstappen. Het lied werd opgenomen in eigen studio en er werd een videoclip geschoten op Kartbaan Oldenzaal. Het lied werd uitgebracht door de groep onder de artiestennaam "Pitstop Boys".
Aanvankelijk was het nummer geen grote hit, maar werd steeds populairder, zeker nadat Lando Norris het nummer aan Max Verstappen liet horen tijden een livestream. Tijdens het Formule 1 seizoen van 2021 ging het nummer viraal en toen Max Verstappen wereldkampioen werd, bereikte het nummer de Nederlandse hitlijsten. Het piekte op de 66e plaats van de Single Top 100 en op de derde plaats van de Tipparade van de Nederlandse Top 40.
Toen Max Verstappen wereldkampioen was geworden, bracht de band het nummer Super Max yo hé, yo hó! uit, een lied om Verstappen te feliciteren met zijn kampioenschap. Dit deden ze niet in de originele formatie, maar met enkel Toonen en Hilgenberg, aangezien Mars de groep had verlaten.
In 2022 bracht het duo vervolgens opnieuw een Formule 1 gerelateerd nummer uit, maar ditmaal voor een andere coureur. De titel van het nummer luidt Let's Go Lando en is gemaakt voor Lando Norris. Eveneens in 2022 maakte het duo ook nog het nummer Pole Position!. De volgende ode Vamos Fernando was voor Fernando Alonso en werd uitgebracht in juni 2023. In 2024 werden er twee singles uitgebracht, Red Bullet en We Love You Max, beide voor Max Verstappen. De laatstgenoemde was een samenwerking met Maxx Power, Carte Blanq en Tom Coronel.

## Hitnoteringen
| Single met eventuele hitnotering(en) in de Nederlandse Top 40 | Datum van verschijnen | Datum van binnenkomst | Hoogste positie | Aantal weken | Opmerkingen                 |
| ------------------------------------------------------------- | --------------------- | --------------------- | --------------- | ------------ | --------------------------- |
| Super Max!                                                    | 2016                  | 18-12-2021            | tip3            | -            | Nr. 66 in de Single Top 100 |

- MusicBrainz: 2b0c3db9-9145-4ba6-aa3c-bb254bedc1b3